# Rudolf Wenzel

Rudolf Wenzel

Rudolf Wenzel (* 11. Oktober 1904 in Karbitz, Österreich-Ungarn; † 21. Februar 1992 in München) war ein deutscher Politiker (SdP/NSDAP).

## Leben und Wirken
Wenzel war der Sohn eines Fachlehrers. Nach dem Besuch der Volksschule, der Staatsschule in Aussig und der tschechischen Bürgerschule in Kročehlavy studierte er Hochbau an der Technischen Hochschule in Prag. 1923 wurde er Vorstandsmitglied der Studentenschaft an den Prager Deutscher Hochschulen. Im selben Jahr trat er auch der DNSAP bei.
1929 ließ Wenzel sich als freischaffender Architekt in Reichenberg nieder.

### Betätigung in der Sudetendeutschen Heimatfront und in der NS-Diktatur
Anfang der 1930er Jahre begann Wenzel sich in der Sudetendeutschen Heimatfront (SHF) Konrad Henleins zu engagieren: 1934 wurde er als Werbeleiter Mitarbeiter der Hauptstelle der SHF. Und seit 1935 war er als Hauptleiter der nun in Sudetendeutsche Partei umbenannten Organisation. Anlässlich der zeitweise die Gefahr eines Krieges heraufbeschwörenden Sudetenkrise des Jahres 1938 trat Wenzel dem zu dieser Zeit aufgestellten Sudetendeutschen Freikorps bei.
Nach der Eingliederung der Sudetengebiete in das Deutsche Reich im Herbst 1938 trat Wenzel der NSDAP bei (Mitgliedsnummer 6.600.853). Außerdem wurde er im Oktober 1938 Mitglied der SS (SS-Nr. 310.468), in der er zum Sturmbannführer befördert wurde.
Bei der Ergänzungswahl für den Reichstag vom 4. Dezember 1938 wurde Wenzel als Abgeordneter in den nationalsozialistischen Reichstag gewählt. Anschließend gehörte Wenzel dem Reichstag knapp sechseinhalb Jahre lang, bis zum Zusammenbruch der NS-Herrschaft im Frühjahr 1945 als Vertreter der Sudetengebiete an.
1939 wurde Wenzel zum persönlichen Referenten des zum Reichskommissar für das Sudetengebiet ernannten Konrad Henlein bestellt. 
1940 wurde Wenzel zum Landrat von Teplitz-Schönau ernannt. Während des Zweiten Weltkrieges leistete er zwischenzeitlich von 1940 bis 1941 Militärdienst.

### Leben nach dem Zweiten Weltkrieg
Nach Kriegsende wurde Wenzel durch ein tschechoslowakisches Tribunal aufgrund seiner freiwilligen Meldung zum Militärdienst als Kriegsverbrecher zu fünf Jahren Haft verurteilt. 1949 gelang ihm die Flucht nach Bayern. Dort lebte er zunächst in Deggendorf. Später fand er eine Anstellung im Staatsdienst, bis er als 131er in den Ruhestand versetzt wurde.
In den Nachkriegsjahren engagierte Wenzel sich in diversen Organisationen, die sich der Traditions- und Kulturpflege der in der BRD niedergelassenen Sudetendeutschen widmeten: So war er ab 1953 als Redakteur bei der Sudetendeutschen Zeitung tätig. Außerdem war er bis ins hohe Alter als Übersetzer für das Sudetendeutsche Archiv tätig war. Zudem war er Mitglied des Bundesausschusses für Presse und Information der Sudetendeutschen Landsmannschaft. Außerdem engagierte sich in dem rechtsgerichteten Witikobund.
Wenzel lebte bis zu seinem Tod 1992 in München. Im Adressbuch von 1966 ist er mit Wohnsitz in der Lessingstraße 6 nachweisbar. Er wurde im Neuen Südfriedhof der Stadt beigesetzt.

## Ehe und Familie
Wenzel war verheiratet mit Margerita Rutzke (* 20. Dezember 1908 in Hof, Mähren).